# 谷脇組
谷脇組（たにわきぐみ）は、北海道旭川市に本社を置く一般土木建設工事業の会社。

## 所在地
本社
- 北海道旭川市大雪通4丁目490番地63

札幌支社
- 札幌市白石区北郷3条1丁目5-23

仙台営業所
- 仙台市青葉区上杉5丁目3-50

## 事業内容
- 土木・建築その他建設物の施工、工事監理[2]
- 住宅新築・リフォーム・修繕[2]
- 特定労働者派遣事業[2]

## 沿革
- 1935年 8月1日 - 「谷脇組」創業[2]
- 1959年3月24日 - 「谷脇組」法人設立される[2]